# Kenny Cunningham (irlandzki piłkarz)
Kenneth „Kenny” Edward Cunningham (ur. 28 czerwca 1971 w Dublinie) – irlandzki piłkarz występujący na pozycji obrońcy. Wraz z reprezentacją Irlandii wystąpił na Mistrzostwach Świata w Korei i Japonii.

## Kariera piłkarska
Kenny Cunningham urodził się Dublinie. Jako junior był graczem Home Farm. Od 1 sierpnia 1988 do 18 września 1989 grał w irlandzkim Tolka Rovers.
Przez niemal całą karierę grał w Anglii. Do ligi angielskiej trafił jesienią 1989 roku, gdy został piłkarzem Millwall FC. Debiut zaliczył 17 maja 1990 przeciwko Norwich City FC. W 1994 został ściągnięty przez zarząd Wimbledon FC, którzy musieli zapłacić kwotę w wysokości 600 tysięcy funtów. Rozgrywając w Wimbledonie osiem sezonów rozegrał 250 spotkań nie zdobywając bramki. Następnie Cunningham był graczem Birmingham City FC, a 19 lipca 2006 podpisał kontrakt z Sunderland AFC. Po roku gry w tym klubie zakończył karierę.

## Kariera reprezentacyjna
W reprezentacji Irlandii Cunningham zadebiutował 24 kwietnia 1996 w meczu z reprezentacją Czech, który Irlandia przegrała 0:2. Występował na Mistrzostwach Świata 2002, a Irlandia doszła do 1/8 finału, skąd odpadła po meczu z Hiszpanią. W reprezentacji Irlandii rozegrał 72 mecze.